# Young Apollo (Britten)
Young Apollo est une œuvre pour piano, quatuor à cordes et orchestre à cordes composée par Benjamin Britten juste après son arrivée aux États-Unis, en 1939. Elle est inspirée par John Woolford (en), fils du chef d'orcheste Hermann Scherchen. C'est une pièce commandée par la Société Radio-Canada et plusieurs autres sociétés. Elle fut diffusée en août 1938 par la Canadian Broadcasting Corporation à Toronto, avec Britten comme soliste. Puis le compositeur la retira de son répertoire pour une raison inconnue. Elle ne fut rejouée que 50 ans plus tard, alors que Britten était mort depuis 3 ans, à New York, en 1979.